# Jan Matouš
Jan Matouš (Vrchlabí, 30 de mayo de 1961) es un deportista checoslovaco que compitió en biatlón. Ganó dos medallas en el Campeonato Mundial de Biatlón, plata en 1990 y bronce en 1987.

## Palmarés internacional
| Campeonato Mundial | Campeonato Mundial           | Campeonato Mundial | Campeonato Mundial |
| Año                | Lugar                        | Medalla            | Prueba             |
| ------------------ | ---------------------------- | ------------------ | ------------------ |
| 1987               | Lake Placid (Estados Unidos) | Medalla de bronce  | Individual         |
| 1990               | Oslo (Noruega)               | Medalla de plata   | Equipo             |